# Hospital de la Santa Cruz

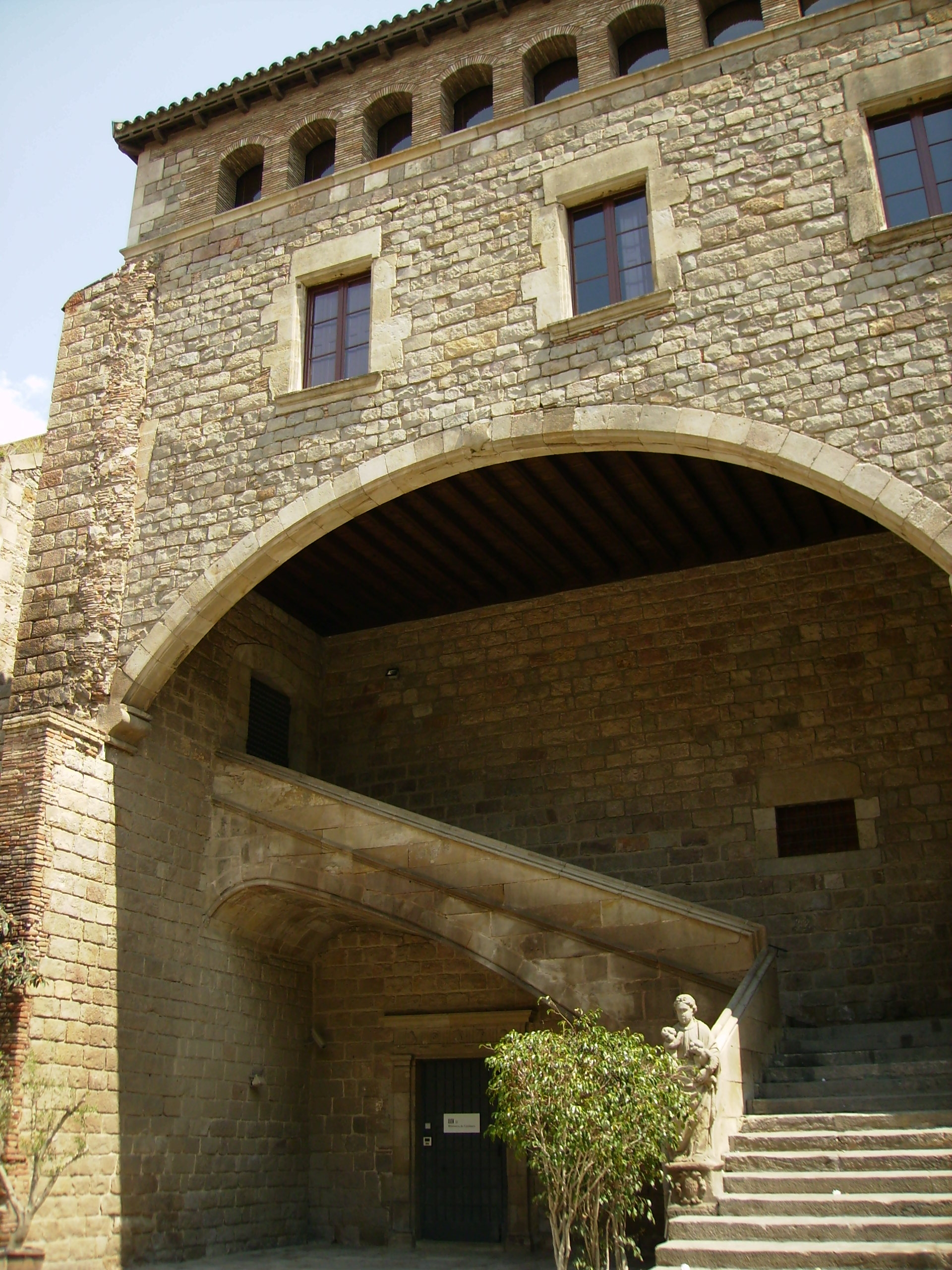
Entrada a la Biblioteca de Cataluña.

El Hospital de la Santa Cruz (en catalán Hospital de la Santa Creu) es un edificio gótico del siglo XV, situado en la ciudad española de Barcelona, entre las calles del Hospital y del Carmen. 
Se creó con la finalidad de reunir en un único edificio los seis hospitales que existían en la ciudad: el hospital Desvilar (1308) y el hospital de Marcús (siglo XII), que estaban regidos por el consejo de la ciudad; el hospital Colón (siglo XII-XIII) y el hospital Vilar, regidos por el obispado; el hospital de Santa Eulalia (siglo XII) y el hospital de Santa Margarita,que dependían del capítulo catedralicio de Barcelona.
La primera piedra se colocó en 1402 en presencia del rey Martín I de Aragón, y se prolongaron hasta el siglo XVIII, por lo que el hospital combina elementos de estilo gótico, renacentista y barroco. El recinto se divide en tres sectores claramente diferenciados: el septentrional alberga la Casa de Convalecencia y el Colegio de Cirugía, edificios construidos en los siglos XVII y XVIII respectivamente; el sector central se compone de tres crujías en forma de “U”, con el gran patio claustral en medio; y en la esquina meridional se alzan un conjunto de dependencias añadidas a lo largo de los siglos, así como la iglesia de la institución. Ésta se instaló en el edificio que había acogido el antiguo Hospital de Colón, y a pesar de las importantes modificaciones realizadas en los siglos XV, XVII y XVIII, todavía es posible apreciar su estructura original, consistente en una gran nave rectangular cubierta con una bóveda de cañón. En el proyecto inicial del Hospital de la Santa Cruz, atribuido al maestro Arnau Bargués, el edificio debía componerse de cuatro naves de dos pisos y formar un rectángulo, pero finalmente sólo se construyeron tres naves, de modo que el claustro quedó abierto por uno de sus lados. Su construcción, iniciada en 1406, fue encargada al maestro Guillem Abiell. Las crujías se abren al patio mediante una sucesión de arcadas góticas, mientras que las galerías interiores aparecen cubiertas con crucería. De todos modos, modificaciones posteriores han alterado la imagen original de esta estructura arquitectónica. Así, el último tramo del ala de poniente quedó incorporado al edificio de la farmacia, levantado en el Seiscientos, mientras que la nave septentrional fue totalmente reconstruida a mediados del siglo XX debido a su avanzado estado de ruina.
El gran patio que hoy conocemos, que quedó configurado en el Renacimiento, debía garantizar el éxito funcional del hospital. Ante todo, estableciendo una separación nítida entre las dependencias hospitalarias y la iglesia, que como ya se ha dicho quedó instalada en la esquina meridional del recinto, pero también permitiendo una ordenación racional de los restantes locales del edificio. Frente a la situación característica de la época anterior, en la que no existía separación alguna de los internados, desde fines de la Edad Media estos comenzaron a segregarse en función de criterios como el sexo, la edad o el tipo de enfermedad, con lo cual fue necesario practicar subdivisiones internas. Las largas naves longitudinales permitían crear esos espacios de forma relativamente sencilla mediante tabiques de madera u otros materiales, mientras que el claustro facilitaba el acceso a las distintas dependencias. En el Hospital de la Santa Cruz ya se advierte una tímida diferenciación del espacio; así, por ejemplo, la nave de poniente albergaba, en el primer piso, el departamento de los niños expósitos, y en el segundo, la enfermería de las mujeres.
En 1414 finalizaron la mayoría de estas obras que se reiniciaron un siglo más tarde, con la utilización de una técnica de construcción más depurada. Durante el siglo XVI, en una de las diversas modificaciones que se iban realizando, se derribó una de las alas y se construyó otro patio porticado unido al primero, donde aún se conserva la gran escalera monumental que da acceso a la sala de lecturas de la Biblioteca de Cataluña.
El conjunto de los edificios incluye una pequeña iglesia gótica cerca de la calle Hospital y una casa del siglo XV, antiguo archivo del hospital. 
En 1703, Antonio Viladomat, uno de los pintores barrocos catalanes más preeminentes, pintó la capilla de San Pablo.
A finales del siglo XIX, el hospital había quedado desbordado por el crecimiento de la ciudad y los nuevos avances en medicina e higiene, por lo que se decidió trasladarlo a una nueva sede: el Hospital de la Santa Cruz y San Pablo, que se construyó de 1902 a 1930.
En 1926 el viejo edificio fue adquirido por el Ayuntamiento de Barcelona, que inició su reconstrucción. Actualmente (2006), el conjunto incluye la sede de la Biblioteca de Cataluña (desde 1939), el Instituto de Estudios Catalanes (desde 1931), la Escuela Massana (desde 1935) y la Biblioteca Sant Pau - Santa Creu, una de las bibliotecas públicas de la ciudad.
El 3 de junio de 1931 fue declarado Monumento Histórico Artístico de Interés Nacional.

## Galería

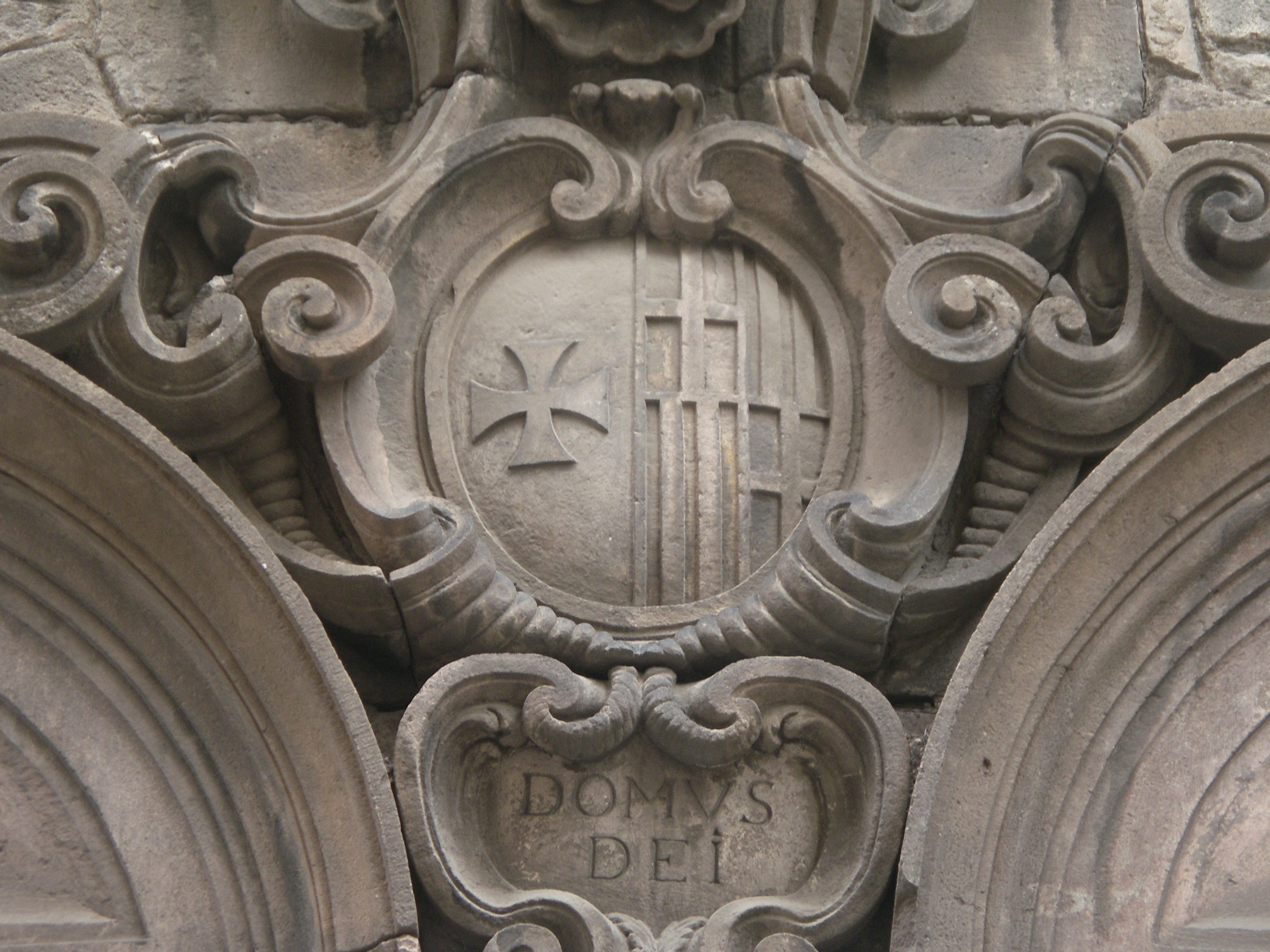
Escudo del hospital, en la fachada de la capilla, esculpido por Pere Costa (s. XVIII)
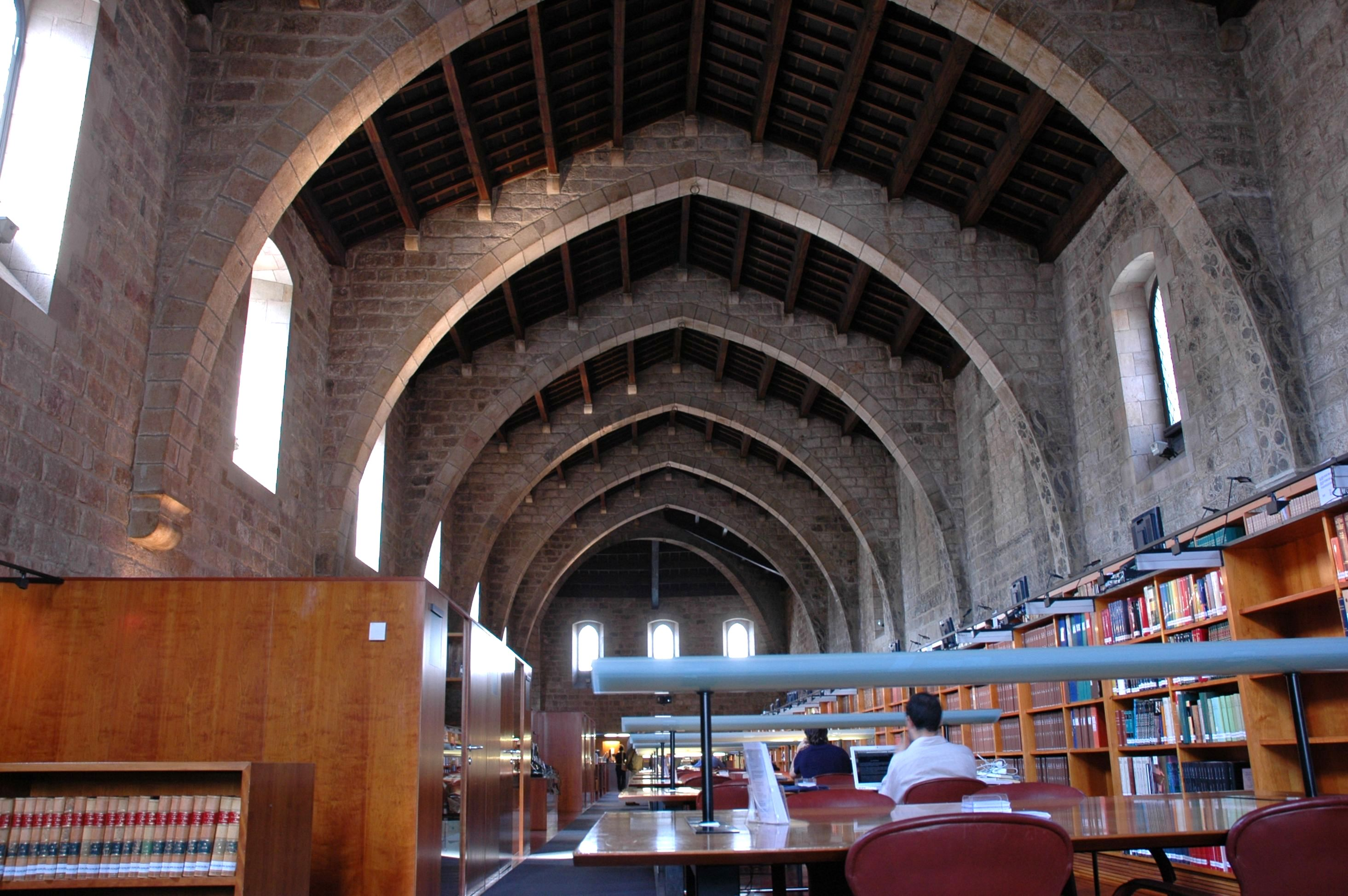
Nave de tramuntana del Hospital (s. XV)
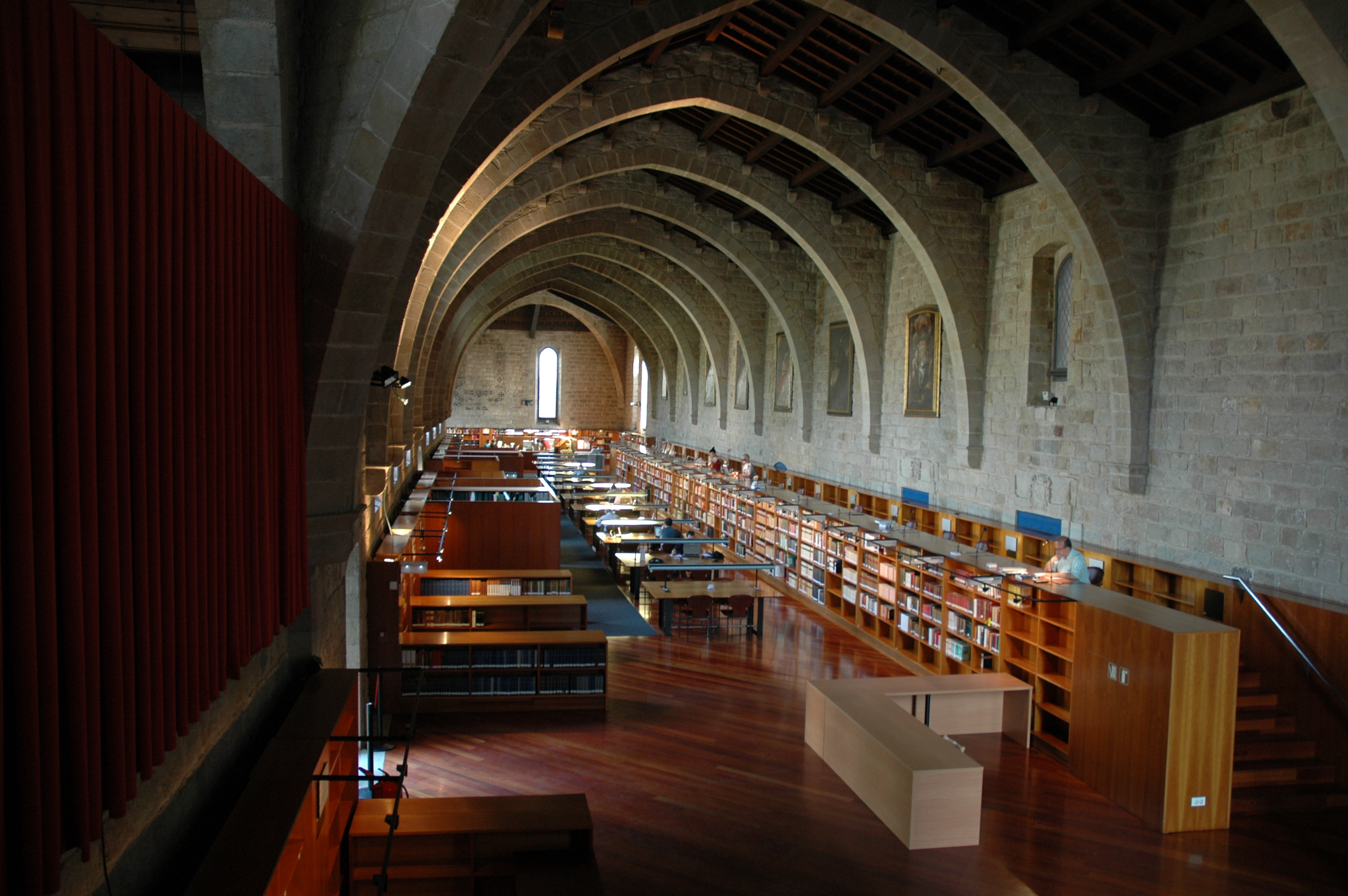
Sala de levante
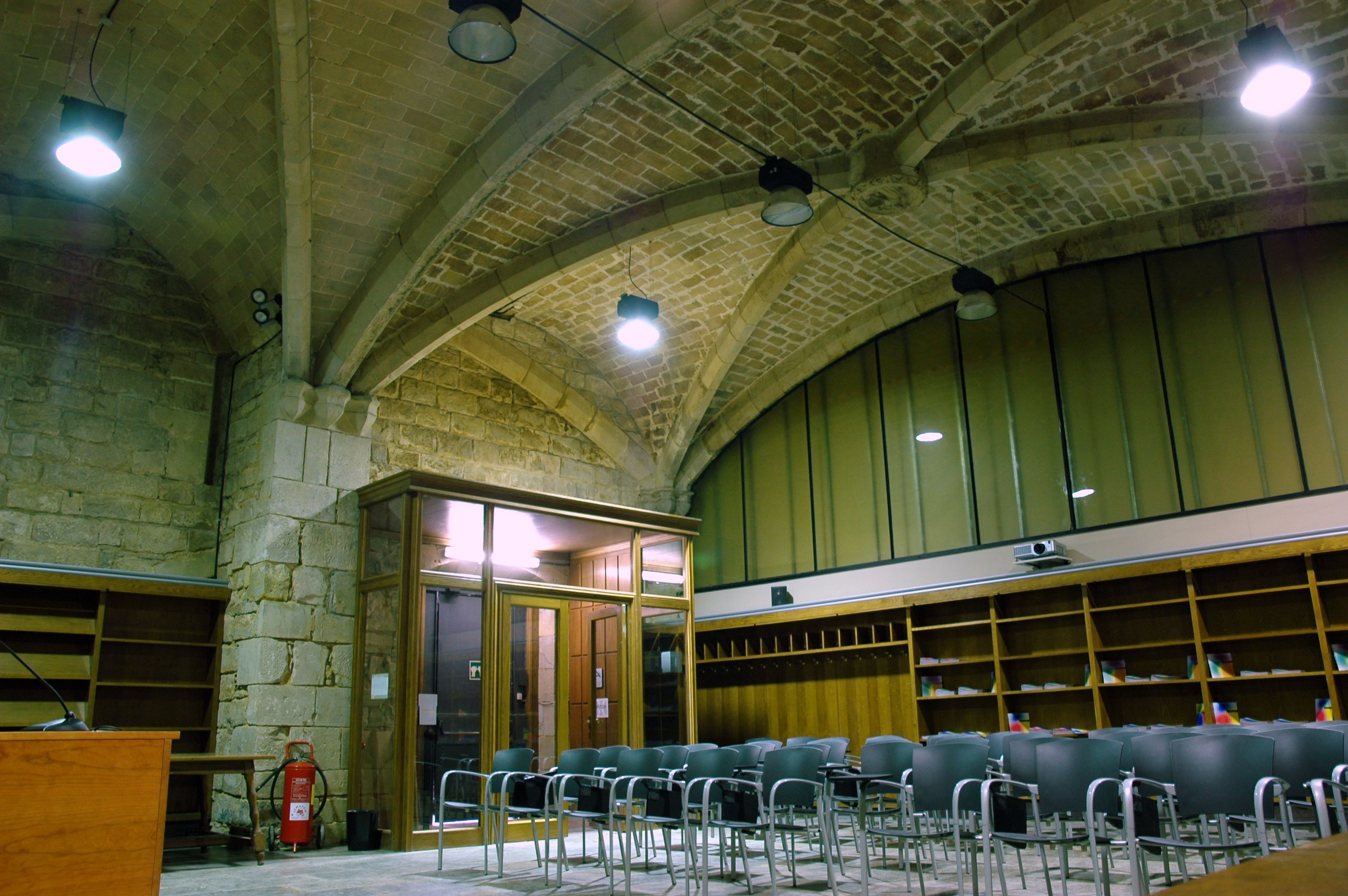
Sala gótica de la planta baja (s. XV)
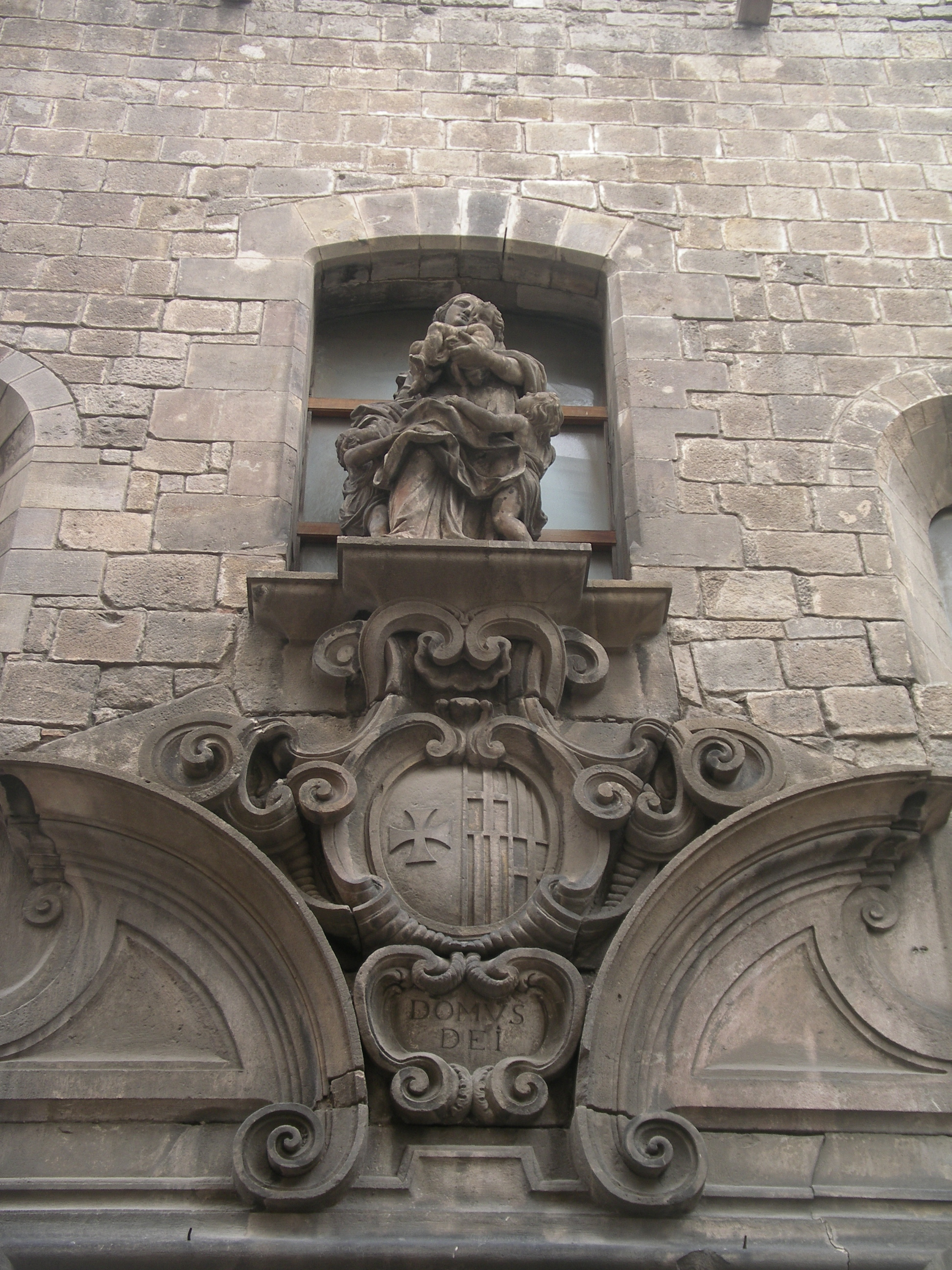
Fachada de la capilla (s. XVII)
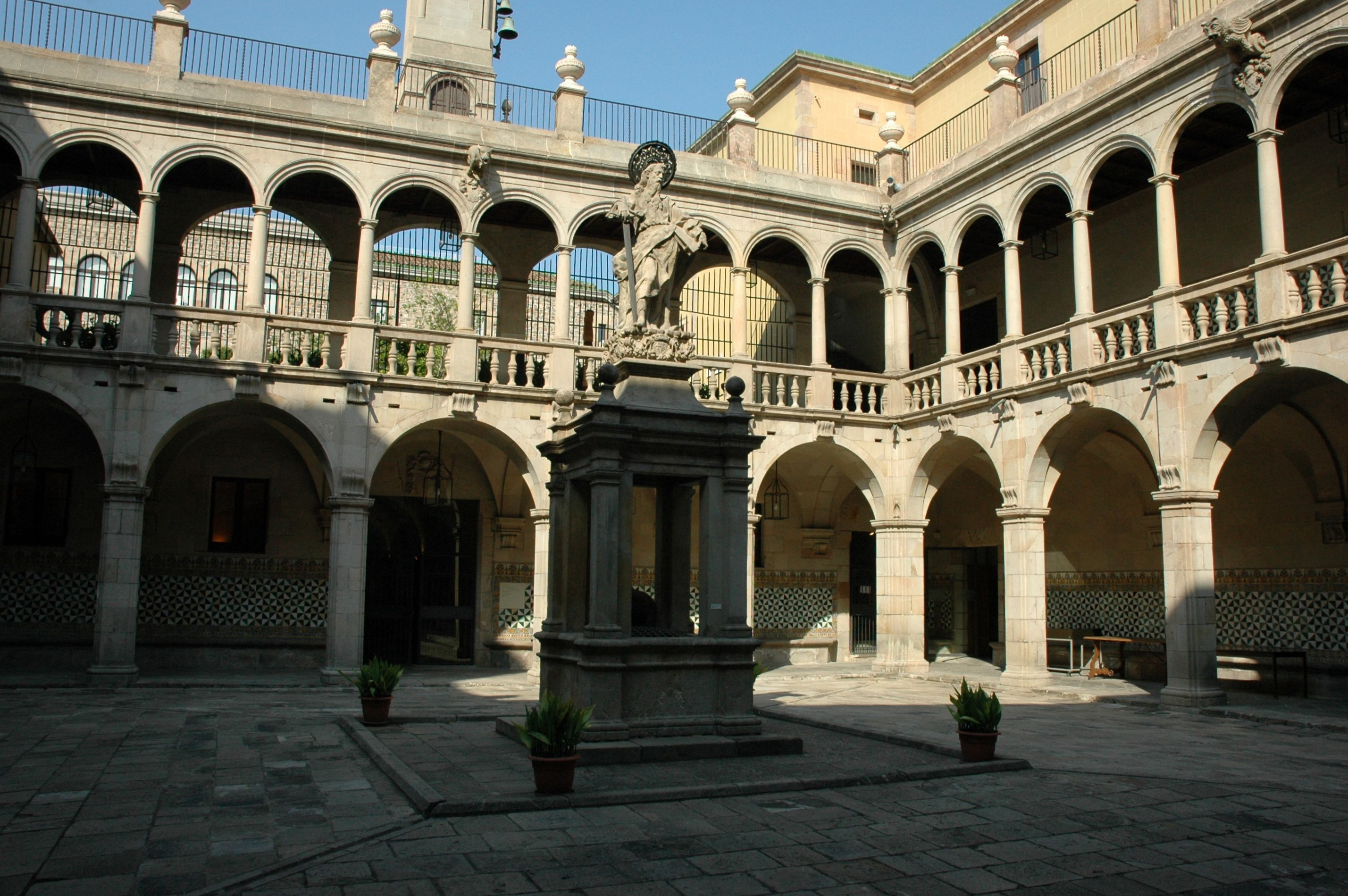
Patio de la Casa de Convalecencia (s. XVII)
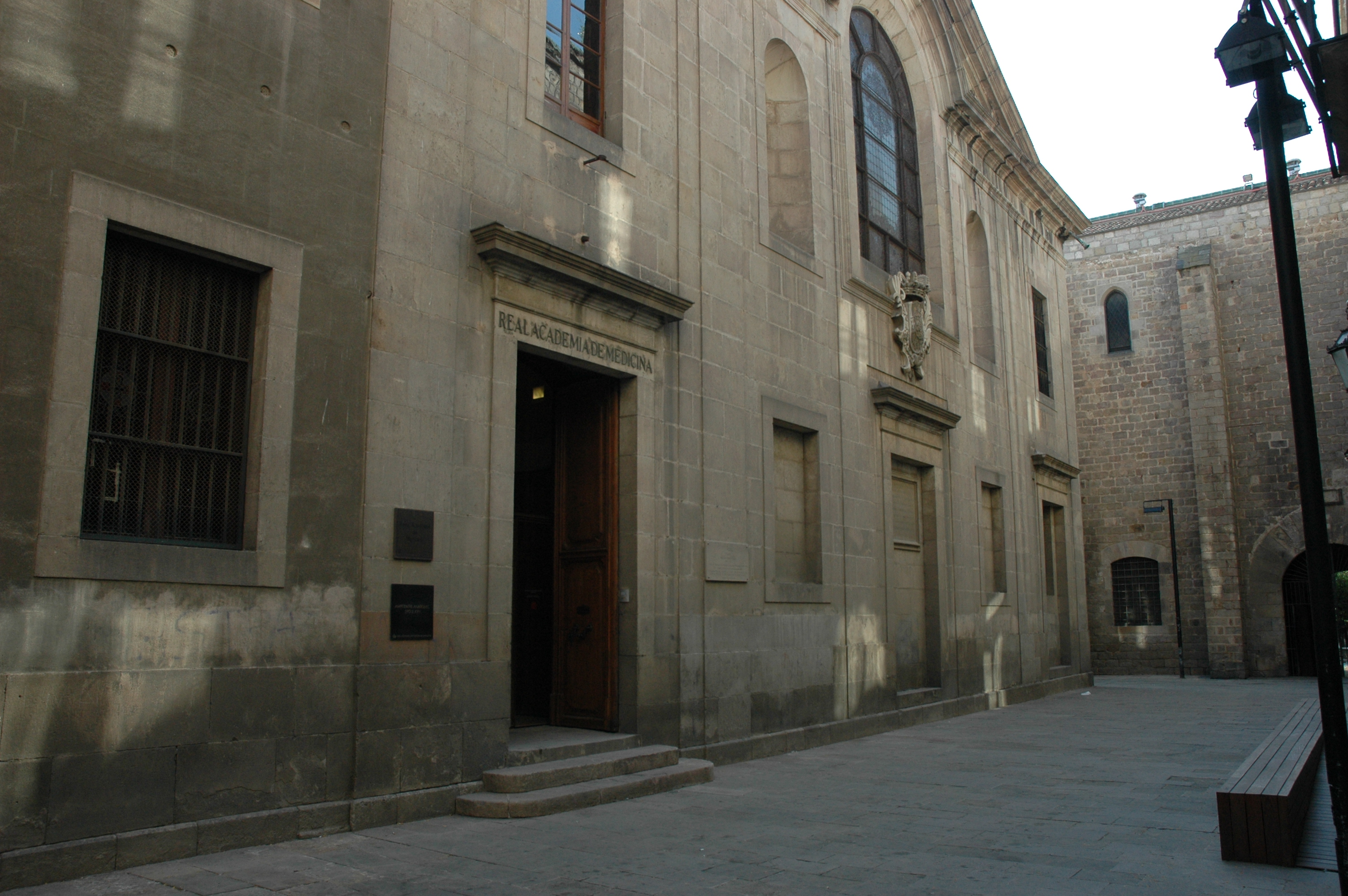
Antiguo Colegio de Cirugía (s. XVIII)